# 新婦大橋
新婦大橋（しんふおおはし）は、富山県富山市の神通川に架かる富山新婦地区広域農道の橋である。
橋の名前は、架橋当時の地名である上新川郡（大沢野町）の『新』と婦負郡（八尾町）の『婦』の頭文字および郡境にあることから命名された。橋名候補は他にも『東神通橋』もあった。

## 橋データ
- 左岸 - 富山県富山市八尾町中神通
- 右岸 - 富山県富山市塩
- 橋の構造 - PC箱連有鉸ラーメンラーメン橋（一等橋）[2]
  - 橋脚3本を支点にしてやじろべえのように張り出しているのが特徴[3]。
- 橋長 - 291.5 m[2]
- 幅員 - 8.75 m（車道6.75 m、歩道2.00 m）[2]
- 設備 - 消雪工、照明設備[2]
- 下部工 - 1984年10月 - 1987年3月、佐藤工業北陸支店[2]
- 上部工 - 1987年7月 - 1988年12月、住友建設富山営業所[2]
- 竣工式・渡橋式 - 1988年11月25日[4]
- 建設費 - 1,180,230,000円（下部工446,100,000円、上部工734,130,000円）[2]